# کنی یونسون
کنی یونسون (انگلیسی: Kenny Jönsson؛ زادهٔ ۶ اکتبر ۱۹۷۴) بازیکن هاکی روی یخ اهل سوئد بود.